# Armond Rizzo
Armond Rizzo, znany także jako Joey Rodríguez (ur. 19 lipca 1990 w Aurorze) – amerykański model i aktor pornograficzny pochodzenia meksykańskiego.

## Życiorys
Urodził się w Aurorze w stanie Illinois, dorastał w Chicago, a przez cztery lata mieszkał także w Norfolk w stanie Wirginia. W dzieciństwie był gnębiony przez ojca i braci.
W latach 2008–2012 był kucharzem amerykańskiej marynarki wojennej.
Na przełomie 2012 i 2013 nawiązał kontakt z aktorem pornograficznym Shane’em Frostem, który pomógł mu rozpocząć karierę w branży porno. Później poznał innego aktora, Bruno Bonda, który polecił mu wysłanie aplikacji do wytwórni Raging Stallion Studios. W tym samym roku wziął udział w swoim pierwszym pełnometrażowym filmie pornograficznym pt. Magnetism u boku Landona Conrada. W trakcie kariery zagrał w filmach pornograficznych produkowanych przez wytwórnie filmowe, takie jak m.in. Men.com, Lucas Entertainment, A-AH.com, Randy Blue Adrenaline, Hot House, Hard Friction i Raging Stallion Studios. W 2014 otrzymał HustlaBall Porn Award dla najlepszego pasywa. W 2015 zaczął pisać książkę autobiograficzną. Dorabiał także jako tancerz go-go. W październiku 2018 znalazł się na okładce magazynu „Jack”, a w styczniu 2020 był na okładce „Adult Video News”.

## Nagrody i nominacje
| Rok  | Nagroda                 | Kategoria                               | Film                   | Inni wykonawcy | Rezultat  |
| ---- | ----------------------- | --------------------------------------- | ---------------------- | -------------- | --------- |
| 2014 | Grabby Award            | Najlepszy debiutant                     | –                      | –              | Nominacja |
| 2014 | HustlaBall Award        | Najgorętszy pasyw                       | –                      | –              | Wygrana   |
| 2015 | Grabby Award            | Najgorętszy pasyw                       | –                      | –              | Nominacja |
| 2015 | Grabby Award            | Wykonawca roku                          | –                      | –              | Nominacja |
| 2015 | Grabby Award            | Ulubiony gwiazdor porno wg fanów        | –                      | –              | Nominacja |
| 2016 | Grabby Award            | Najgorętszy pasyw                       | –                      | –              | Nominacja |
| 2016 | Cybersocket Award       | Najlepsza scena seksu                   | Raw Fuck Club (2015)   | Jed Athens     | Nominacja |
| 2017 | Str8UpGayPorn Award     | Ulubiony gejowski gwiazdor porno        | –                      | –              | Nominacja |
| 2017 | Cybersocket Award       | Najlepsza gwiazda porno                 | –                      | –              | Nominacja |
| 2017 | PinkX Gay Video Award   | Najlepszy duet                          | Hard Medecine (2016)   | Sean Zevran    | Wygrana   |
| 2017 | Prowler Porn Awards     | Najlepszy międzynarodowy gwiazdor porno | –                      | –              | Nominacja |
| 2018 | Prowler Porn Awards     | Najlepszy międzynarodowy gwiazdor porno | –                      | –              | Nominacja |
| 2019 | GayVN Award             | Najlepszy scena seksu duetu             | Big Black Daddy (2018) | Max Konnor     | Wygrana   |
| 2019 | GayVN Award             | Wykonawca roku                          | –                      | –              | Nominacja |
| 2019 | Grabby Award            | Najgorętszy pasyw                       | –                      | –              | Wygrana   |
| 2019 | Nagroda portalu Pornhub | Najpopularniejszy gejowski wykonawca    | –                      | –              | Nominacja |
| 2020 | GayVN Award             | Gwiazda mediów społecznościowych        | –                      | –              | Wygrana   |